# TLC (대한민국의 텔레비전 채널)
대한민국의 TLC는 워너 브라더스 디스커버리 산하 디스커버리 코리아 네트웍스에서 운영하는 여성 라이프스타일 채널이다.
해당 채널은 디스커버리 채널과 CMB가 합작법인 2013년 12월 4일에 개국하고, 2016년 4월 30일자로 송출 종료되었다.

## 같이 보기
- 워너 브라더스 디스커버리
- 디스커버리 채널